# Dee Does Broadway
Dee Does Broadway (noto anche come Cabaret) è il titolo del secondo disco registrato da solista del cantante Dee Snider.
L'album è stato pubblicato l'8 maggio 2012 dalla Razor & Tie Entertainment, ed è stato prodotto da Bob Kulick.
Nel disco figurano vari ospiti famosi, fra cui il figlio Jesse Blaze Snider, Cyndi Lauper e Tony Sheldon.

## Tracce
1. Cabaret
2. The Ballad of Sweeney Todd
3. Big Spender
4. Mack the Knife
5. Whatever Lola Wants
6. Music of the Night
7. The Joint Is Jumpin'
8. Luck Be a Lady
9. I Get a Kick Out of You
10. There's Nothin Like a Dame
11. Razzle Dazzle
12. Tonight / Somewhere

## Formazione
- Dee Snider - voce
- Bob Kulick - chitarra
- Rudy Sarzo - basso
- Brett Chassen - batteria
- Doug Katsaros - orchestra